# Арадац
Арадац (слч. Aradáč) је насеље града Зрењанина у Средњобанатском округу. Према попису из 2022. било је 2.796 становника.

## Историја
Село Арадац, односно, "Аратаз" се под овим именом први пут помиње на Мерсијевој карти 1723. године.
Прве записе о селу налазимо у Папској књизи десетка из 1332-1337. године, под именом "Арад". На овом месту је и раније постојало насеље, о чему сведоче археолошки налази на локалитету „Мечка“, па чак и у праисторији, што потврђује локалитет „Леје“ баденска култура и „Кутина“ из развијеног металног доба. Године 1660, постојало је српско село Арад (тј. Арадац) код Бечкерека, у које су дошли калуђери српског манастира Пећке патријаршије. Коначили су код домаћина Степана Ступјечког а прилоге су дали и други мештани: поп Петар, Продан Дулгеровић, Дмитар Смртић, Вук Сиромашки, Сима Огњанов, Јова Турчиновић, Смољан Петаков и други. Шест година касније 1666. године поново су наишли калуђери; овог пута их је даровао само извесни Недељко.
По неком предању Срби су основали ово место за време велике сеобе под вођством Арсенија Чарнојевића 1690. године, а тек записи из 1717. године потврђују да је село имало 26 кућа. Арадац је 1764. године православна парохија у Елемирском протопрезвитерату. Аустријски царски ревизор Ерлер је 1774. године констатовао да место "Арадац" припада Бечкеречком округу и дистрикту. Становништво је тада било српско. Када је 1797. године пописан православни клир Темишварске епархије у Арадцу су записана три православна свештеника. Били су то пароси, поп Антоније Михајловић (рукоп. 1753), поп Стефан Загорчић (1761), и капелан поп Теофан Ненадовић (1796).

### Словачки колонисти
Словаке је у Арадац доселио спахија Исак Киш да му обрађују земљу. Ту је 1786. године основано село Словачки Арадац (Горњи Арадац). Ови Словаци су прво били у Банатском селу Пардањ (данашња Међа 1785). Ту су били Словаци прво из области Пеште, Бекешнитра, Золион. Пренасељено село Пардањ (Међа) чини да 1786. год. многе словачке породице, претежно из Новоградске, Пестојанске и Зволенске Жупе, насељавају ово подручје, тако да Арадац постаје најстарије словачко село у Банату.
Од 1786. године имамо два села Српски Арадац (Доњи Арадац) и Словачки Арадац (Горњи Арадац), све до 1931. год. када се спајају у једно село Арадац. Ово спајање је било кратког века. Јер 1934. године село се поново дели на Српски Арадац односно Андрејевац и Словачки Арадац. Коначно, спајањем две општине после Другог светског рата, настаје једно село, и од тога времена до данас, село је под заједничким именом Арадац.

### Школа
Базу образовања чини Основна школа „Братство“ Арадац, која изводи наставу на српском и словачком језику од 1979. године. Школа ради са 16 самосталних одељења, и две предшколске групе.

### Култура
Културно уметничко друштво постоји од краја 60-их година, и настаје од два друштва „Напредак“ и „Шћефањик“. Друштво има запажене резултате у драмској, фолклорној и музичкој делатности претежно на словачком језику. У селу делује Матица словачка која је основана далеке 1932. године. Њен рад је био забрањен 1941. године а обновљен 1990. године. Матица се бави очувањем фолклора, музике, обичаја, ношње, језика и свега осталог што је везано за очување идентитета Словака на овом подручју. Актив жена, који делује при Матици словачке, брине о очувању кућне радиности, разним стручним предавањима.
У селу постоји женски хармоникашки оркестар „Мешкарке“ који је прославио 35 година постојања издавањем албума.

### Манифестације
Најпознатија манифестација у току године је тортаријада. Становници насеља Арадац се веселе на својим локалним манифестацијама као што је сеоска слава, винаријада, косицијада и тортаријада. За неке од ових манифестација се планира да буду организоване као друштвене манифестације ширег значаја (винаријада и кобасицијада).

## Демографија
У насељу Арадац живи 2847 пунолетних становника, а просечна старост становништва износи 41,1 година (39,1 код мушкараца и 43,0 код жена). У насељу има 1211 домаћинстава, а просечан број чланова по домаћинству је 2,86.
Становништво у овом насељу веома је нехомогено, а у последња три пописа, примећен је пад у броју становника.
|  |

| Демографија | Демографија | Демографија |
| Година      | Становника  | Становника  |
| ----------- | ----------- | ----------- |
| 1948.       | 3.897       |             |
| 1953.       | 3.978       |             |
| 1961.       | 4.001       |             |
| 1971.       | 3.824       |             |
| 1981.       | 3.825       |             |
| 1991.       | 3.573       | 3.492       |
| 2002.       | 3.461       | 3.623       |

| Етнички састав према попису из 2002.‍ | Етнички састав према попису из 2002.‍ | Етнички састав према попису из 2002.‍ | Етнички састав према попису из 2002.‍ | Етнички састав према попису из 2002.‍ |
| ------------------------------------ | ------------------------------------ | ------------------------------------ | ------------------------------------ | ------------------------------------ |
|                                      |                                      |                                      |                                      |                                      |
| Срби                                 | Срби                                 |                                      | 1.650                                | 47,67%                               |
| Словаци                              | Словаци                              |                                      | 1.376                                | 39,75%                               |
| Роми                                 | Роми                                 |                                      | 96                                   | 2,77%                                |
| Мађари                               | Мађари                               |                                      | 94                                   | 2,71%                                |
| Југословени                          | Југословени                          |                                      | 49                                   | 1,41%                                |
| Македонци                            | Македонци                            |                                      | 19                                   | 0,54%                                |
| Хрвати                               | Хрвати                               |                                      | 17                                   | 0,49%                                |
| Словенци                             | Словенци                             |                                      | 9                                    | 0,26%                                |
| Румуни                               | Румуни                               |                                      | 9                                    | 0,26%                                |
| Албанци                              | Албанци                              |                                      | 7                                    | 0,20%                                |
| Црногорци                            | Црногорци                            |                                      | 3                                    | 0,08%                                |
| Немци                                | Немци                                |                                      | 3                                    | 0,08%                                |
| Муслимани                            | Муслимани                            |                                      | 3                                    | 0,08%                                |
| Бугари                               | Бугари                               |                                      | 3                                    | 0,08%                                |
| Чеси                                 | Чеси                                 |                                      | 2                                    | 0,05%                                |
| Украјинци                            | Украјинци                            |                                      | 1                                    | 0,02%                                |
| непознато                            | непознато                            |                                      | 60                                   | 1,73%                                |

| Година пописа     | 1948. | 1953. | 1961. | 1971. | 1981. | 1991. | 2002. |
| ----------------- | ----- | ----- | ----- | ----- | ----- | ----- | ----- |
| Број домаћинстава | 1.065 | 1.139 | 1.220 | 1.276 | 1.362 | 1.307 | 1.211 |

| Број чланова      | 1   | 2   | 3   | 4   | 5   | 6  | 7 | 8 | 9 | 10 и више | Просек |
| ----------------- | --- | --- | --- | --- | --- | -- | - | - | - | --------- | ------ |
| Број домаћинстава | 253 | 320 | 238 | 229 | 100 | 61 | 9 | 0 | 1 | 0         | 2,86   |

| Пол    | Укупно | Неожењен/Неудата | Ожењен/Удата | Удовац/Удовица | Разведен/Разведена | Непознато |
| ------ | ------ | ---------------- | ------------ | -------------- | ------------------ | --------- |
| Мушки  | 1.444  | 419              | 888          | 86             | 49                 | 2         |
| Женски | 1.513  | 246              | 887          | 319            | 58                 | 3         |
| УКУПНО | 2.957  | 665              | 1.775        | 405            | 107                | 5         |

| Пол    | Укупно                    | Пољопривреда, лов и шумарство | Рибарство                            | Вађење руде и камена | Прерађивачка индустрија       |
| ------ | ------------------------- | ----------------------------- | ------------------------------------ | -------------------- | ----------------------------- |
| Мушки  | 786                       | 293                           | 1                                    | 7                    | 179                           |
| Женски | 493                       | 167                           | 2                                    | 0                    | 108                           |
| УКУПНО | 1.279                     | 460                           | 3                                    | 7                    | 287                           |
| Пол    | Производња и снабдевање   | Грађевинарство                | Трговина                             | Хотели и ресторани   | Саобраћај, складиштење и везе |
| Мушки  | 7                         | 93                            | 72                                   | 16                   | 37                            |
| Женски | 1                         | 1                             | 78                                   | 10                   | 6                             |
| УКУПНО | 8                         | 94                            | 150                                  | 26                   | 43                            |
| Пол    | Финансијско посредовање   | Некретнине                    | Државна управа и одбрана             | Образовање           | Здравствени и социјални рад   |
| Мушки  | 3                         | 4                             | 18                                   | 14                   | 11                            |
| Женски | 6                         | 3                             | 7                                    | 34                   | 43                            |
| УКУПНО | 9                         | 7                             | 25                                   | 48                   | 54                            |
| Пол    | Остале услужне активности | Приватна домаћинства          | Екстериторијалне организације и тела | Непознато            | Непознато                     |
| Мушки  | 27                        | 1                             | 0                                    | 3                    | 3                             |
| Женски | 12                        | 11                            | 0                                    | 4                    | 4                             |
| УКУПНО | 39                        | 12                            | 0                                    | 7                    | 7                             |